# Канкрин, Александр Егорович
Граф Александр Егорович Канкрин (Alexander Franz Fabian Graf Cancrin; 19 сентября 1822, Санкт-Петербург — 25 апреля 1891, Григоровка) — капитан лейб-гвардии из рода Канкриных; предводитель дворянства Екатеринославского уезда, первый почётный гражданин Александровска. Сын министра финансов Егора Францевича Канкрина, младший брат Валериана Канкрина, старший брат Виктора Канкрина.

## Биография
Военную службу начал в лейб-гвардейском Преображенском полку, с 30.08.1841 прапорщик. В 27 лет в чине поручика вышел в отставку (24.12.1849) и поселился в своём имении Григоровка Александровского уезда Екатеринославской губернии, где несколько трёхлетий был уездным предводителем дворянства и принимал деятельное участие в губернском комитете по освобождению крестьян. Канкрин был энергичным поборником освобождения крестьян с наделом усадебной и полевой землёй. Занимался благотворительностью.
По состоянию на 1853 г. с братьями Виктором и Оскаром был совладельцем 1453 крепостных крестьян мужского пола и 35747 десятин земли (21745 под поселением и 13951 незасёленной). По состоянию на 1859 год Александр и Виктор были совладельцами 1444 крепостных крестьян мужского пола и 39087 десятин земли (21660 под поселением и 17427 незасёленной).

## Семья
Жена  —  Елена Дмитриевна Башмакова (18.08.1829—28.01.1899), младшая дочь действительного статского советника, таврического губернского предводителя дворянства Дмитрия Евлампиевича Башмакова от брака его с внучкой генералиссиума Александра Васильевича Суворова. Похоронена на кладбище Новодевичьего монастыря в Петербурге. Дети:
- Георгий Александрович (1851—1897), служил по Министерству финансов (в том числе в иркутской таможне), статский советник, был женат на Юлии Самуйловне Грейг (1856—1893), дочери министра финансов и внучке командующего Черноморским флотом; их сын Александр — вице-адмирал.
- Александра Александровна (1854—1899), вышла замуж за Алексея Алексеевича Пашкова (1849—1903, старшего брата генерала Михаила Алексеевича Пашкова);
- Екатерина Александровна;
- Ольга Александровна (1858—1871), умерла в Ревели;
- Мария Александровна (1860—1887), супруга своего двоюродного брата графа Ивана Викторовича Канкрина;
- Елена Александровна (1862—1903), супруга (с 18 апреля 1882 года)[7] князя Александра Львовича Гагарина (ум. 1911);
- Дмитрий Александрович (1866—1900), женат на Елизавете Аркадьевне Сатиной.